# Gösta Åhman
Carl Gustaf "Gösta" Åhman, född 7 maj 1867 i Tranemo församling, Älvsborgs län, död 25 juni 1935 i Göteborgs domkyrkoförsamling, var en svensk läkare. 
Åhman blev student 1886 och medicine licentiat vid Karolinska institutet 1895. Han var amanuens och underläkare vid Sankt Görans sjukhus 1896–98 och från 1898 privatpraktiker i Göteborg. Han grundlade 1917 Doktor Åhmans barnhem, som 1919 ombildades till Stiftelsen Göteborgs Welanderhem, ett specialsjukhus för syfilitiska barn. Från 1917 var han denna anstalts föreståndare och läkare, från 1919 även t.f. läkare vid Göteborgs poliklinik för hud- och könssjukdomar. Åren 1917–18 var han ordförande i Göteborgs läkaresällskap. Han skrev ett flertal i regel mindre artiklar i venerologiska ämnen och specialiserade sig med tiden på frågor rörande medfödd syfilis. Han invaldes som ledamot av Kungliga Vetenskaps- och Vitterhetssamhället i Göteborg 1928 och blev medicine hedersdoktor i Uppsala 1932.